# Christopher Breward
Christopher Breward (* 12. September 1965 in Bristol) ist ein britischer Kulturhistoriker, Hochschullehrer und Autor.

## Leben
Breward studierte am Courtauld Institute of Art der University of London und dem Londoner Royal College of Art. Er arbeitete danach an der Manchester Metropolitan University und dem Royal College of Art, bevor er zum Gastprofessor für Geschichte an das London College of Fashion der University of the Arts London berufen wurde. Danach war er stellvertretender Forschungsleiter am Victoria und Albert Museum in London und wurde 2011 als erster Prinzipal an das neu gegründete Edinburgh College of Art berufen wurde. Gleichzeitig ist er an der University of Edinburgh Professor für Kulturgeschichte.
Zurzeit ist Breward beratend sowohl beim britischen Economics and Social Research Council als auch beim Arts and Humanities Research Council tätig, die beide in Swindon im englischen Wiltshire angesiedelt sind. Er ist Leiter (Governor) des Pasold Institute und einer der Treuhänder der National Museums of Scotland in Edinburgh.
Seit Herbst 2017 ist Breward Director of Collection and Research der Scottish National Gallery.

## Preise und Ehrungen
- Fellow ehrenhalber des Royal College of Art.
- Honorary Research Fellow am Victoria & Albert-Museum, London.
- Fellow der Royal Scottish Academy, Edinburgh.

## Veröffentlichungen
- Fashion. Oxford History Project, Oxford University Press, Oxford, England 2003, ISBN 0-19-284030-4.
- Fashioning London: Clothing and the Modern Metropolis. Berg Publishing, 2004, ISBN 1-85973-792-7.
- Hrsg. mit anderen: Swinging Sixties. A & C Black, London 2006, ISBN 1-85144-484-X.
- als Hrsg.: British Design: Tradition and Modernity after 1948. Bloomberg 2012.
- Katalog zur Ausstellung: Utopian Bodies. Fashion Looks Forward. Galerie Liljevalcks, Stockholm 2012.
- The Suit. Form, Function and Style. Reaktion Books, London 2016, ISBN 978-1-78023-523-3.[2]